# راجیت کاپور
راجیت کاپور (به انگلیسی: Rajit Kapur) بازیگر اهل کشور هند است. وی در تاریخ ۲۲ می ۱۹۶۰ در شهر امریتسار زاده شد.

## قسمتی از فیلمشناسی
- درخواست -۲۰۱۰
- غلام -۱۹۹۸
- لگد
- آن دختر و آن پسر
- بارها نگاه کن
- سینگ صاحب بزرگ
- راضی
- جنتلمن
- زبیدا
- اظهر
- سد ۹۹۹
- جاده مرگ
- بیگم جان
- زندگی خوب
- اسب هفتم خورشید
- یک بار دیگر
- سرداری بگم
- ساخت مهاتما
- اوری
- سبهاس چاندرا بوس
- دو آفتاب کم نور، چهار باران می‌آید
- موشک سازی: اثر نامبی
- حمله: قسمت ۱
- اسم رمز: تیرانگا
- قطار به پاکستان
- برای تفریح